# روبرت کورژنیوفسکی
روبرت مارک کورژنیوفسکی (به لهستانی: Robert Marek Korzeniowski) ورزشکار سابق دو و میدانی در رشتهٔ پیاده‌روی سرعت اهل لهستان است. وی در بین سال‌های ‎۱۹۹۶ تا ۲۰۰۴ میلادی در مسابقات بازی‌های المپیک تابستانی در مجموع ۴ مدال طلا را کسب کرد.